# 方沸石
方沸石（ほうふっせき、英: Analcime またはanalcite）は、白か灰色、または無色のテクトケイ酸塩鉱物である。立方晶系の水とケイ酸アルミニウムナトリウムからなり、化学式はNaAlSi2O6·H2Oで表される。まれにナトリウムが、カリウムやカルシウムに置き換わる。銀担体合成品も存在する。ナトリウムがアンモニウムイオンに置換し、脱水するとアンモニウム白榴石となる。
通常、沸石に分類されるが、構造的化学的には準長石に近い。玄武岩や、その他のアルカリ性火成岩中の一次鉱物として形成される。また、ぶどう石、方解石と共に、沸石内の空洞内などにも形成される。

## 語源
擦ると弱い電気が発生する事から、ギリシャ語で「弱い」を意味する「ἀναλκής」（ラテン文字翻字：analkis） から名付けられた。1797年にルネ＝ジュスト・アユイによって、イタリア・シチリア島東側のサイクロプス海岸で見つけたと記載されている。